# Fårekopper (orf)
 Ikke at forveksle med Fåre- og gedepest.
 Ikke at forveksle med Fåre- og gedekopper.
Fårekopper er en hudsygdom blandt får og geder. Den kan også smitte mennesker og er således en zoonose. Sygdommen kaldes også orf, orfvirussygdom, læbeskurv og ecthyma contagiosum.
Hos mennesker giver sygdommen en enkelt eller få rødlige knuder på fingre, håndryg eller underarm. Knuden eller knuderne vokser til blodfyldte og pusholdige sår. Sårene er typisk 2-3 cm centimeter i diameter når de fuldt udviklede, men kan blive op til 5 cm i diameter. Man kan desuden få let feber i typisk 3-4 dage og hævede lymfeknuder. Sygdommen varer normalt 6-8 uger og forsvinder så af sig selv. Det er især landmænd, fåreavlere, slagtere, dyrlæger og andre personer som kommer i kontakt med får, lam eller geder, som får sygdommen.
Inkubationstiden hos mennesker er typisk 3-7 dage, men der er kan gå op til 14 fra smitte til sygdommen bryder ud. Sygdommen giver ikke immunitet, så man kan godt få den flere gange. Sårene vil dog som regel være mindre, hvis man har haft sygdommen før.
Fårekopper skylder orfvirus, som er et koppevirus (familien Poxviridae).